# Kathedralbasilika Santa Cruz (Kochi)

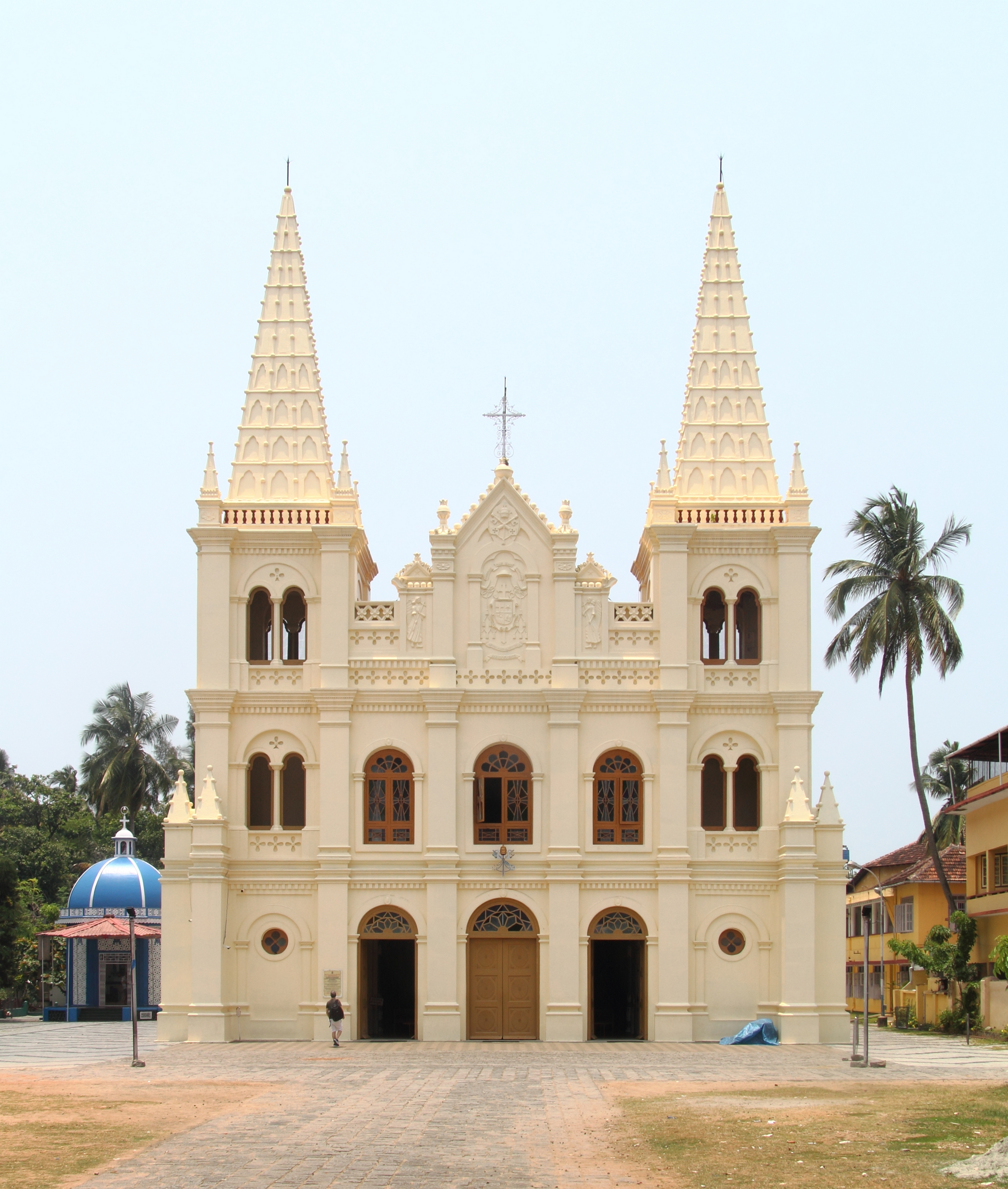
Fassade von Santa Cruz

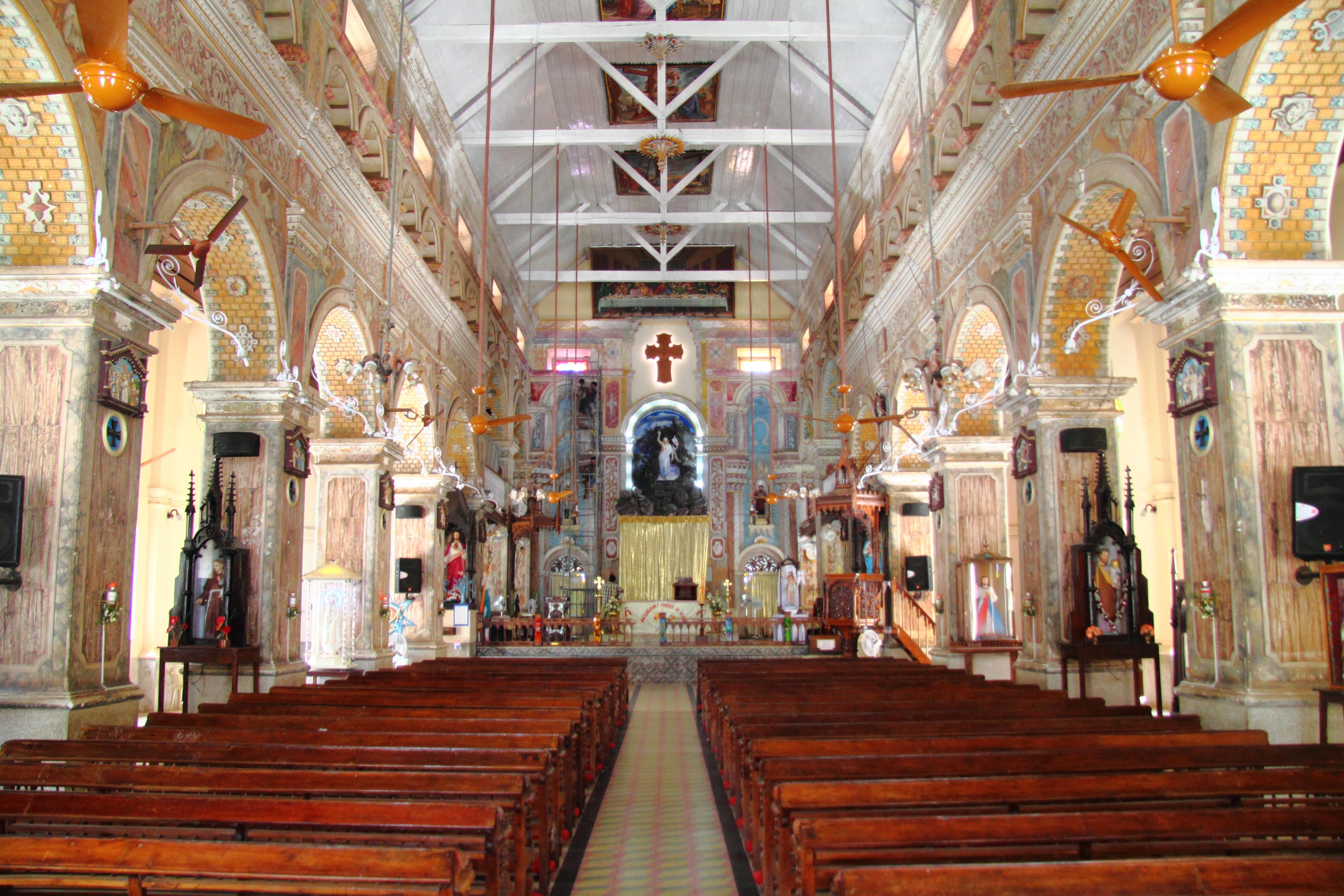
Innenraum der Kathedralbasilika

Die Kathedralbasilika Santa Cruz ist eine römisch-katholische Kirche im Fort Kochi im Distrikt Ernakulam des südindischen Bundesstaates Kerala. Die Kathedrale des Bistums Cochin trägt das Patrozinium des Heiligen Kreuzes und den Titel einer Basilica minor.

## Geschichte

### Alte Kathedrale
Die zweite portugiesische Flotte unter Pedro Álvares Cabral nach Indien unterstützte nach ihrer Ankunft am 24. Dezember 1500 König Unni Goda Varma Tirumulpadu von Cochin gegen die Zamorin von Calicut. Die portugiesische Armee unter Befehlshaber Afonso de Albuquerque, die Cochin 1503 erreichte, besiegte diesen Gegner des Königs von Cochin, der den Portugiesen im Gegenzug die Erlaubnis gab, in Kochi ein Fort und eine steinerne Kirche zu bauen. Der Grundstein der Kirche Santa Cruz wurde am 3. Mai 1505, dem Festtag der Kreuzauffindung, gelegt, wonach die Kirche das Patrozinium sowie eine Reliquie des Heiligen Kreuzes erhielt. 1558 wurde die Kirche von Papst Paul IV. zur Kathedrale des neuen Bistums erhoben. 
Die Niederländer zerstörten nach ihrer Übernahme der Region 1663 die meisten katholischen Kirchen, nur die Franziskanerkirche und die Kathedrale blieben unzerstört, letztere wurde als Waffendepot verwendet. Bei der Übernahme durch die Briten 1795 brachen diese die Kathedrale aber ab. Eine der dekorativen Granitsäulen der zerstörten Kathedrale wird noch immer als Monument an der südöstlichen Ecke des heutigen Gebäudes der Basilika aufbewahrt.

### Heutige Kathedralbasilika
Ungefähr 100 Jahre später ergriff Bischof João Gomes Ferreira (1887–1897) die Initiative zum Wiederaufbau. Unter seinem Nachfolger, Mateus de Oliveira Xavier (1897–1908), wurde das Gebäude fertiggestellt. Die Kathedrale wurde am 19. November 1905 von Bischof Sebastião José Pereira, Bischof von Damao, geweiht. Papst Johannes Paul II. verlieh der Kathedrale Santa Cruz wegen ihrer Bedeutung 1984 zusätzlich den Status einer Basilica minor.

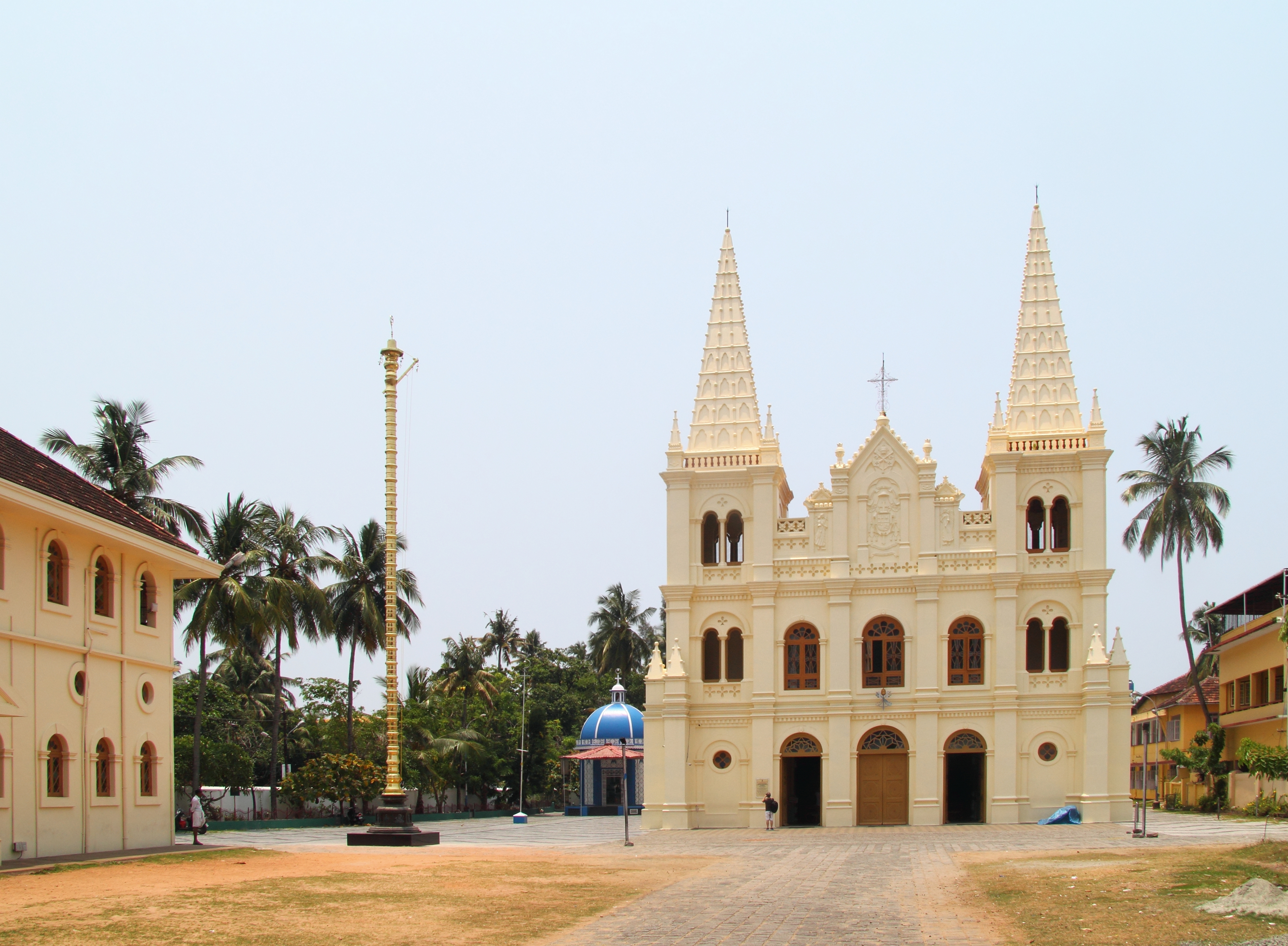
Außenansichten des modernen Gebäudes 2018
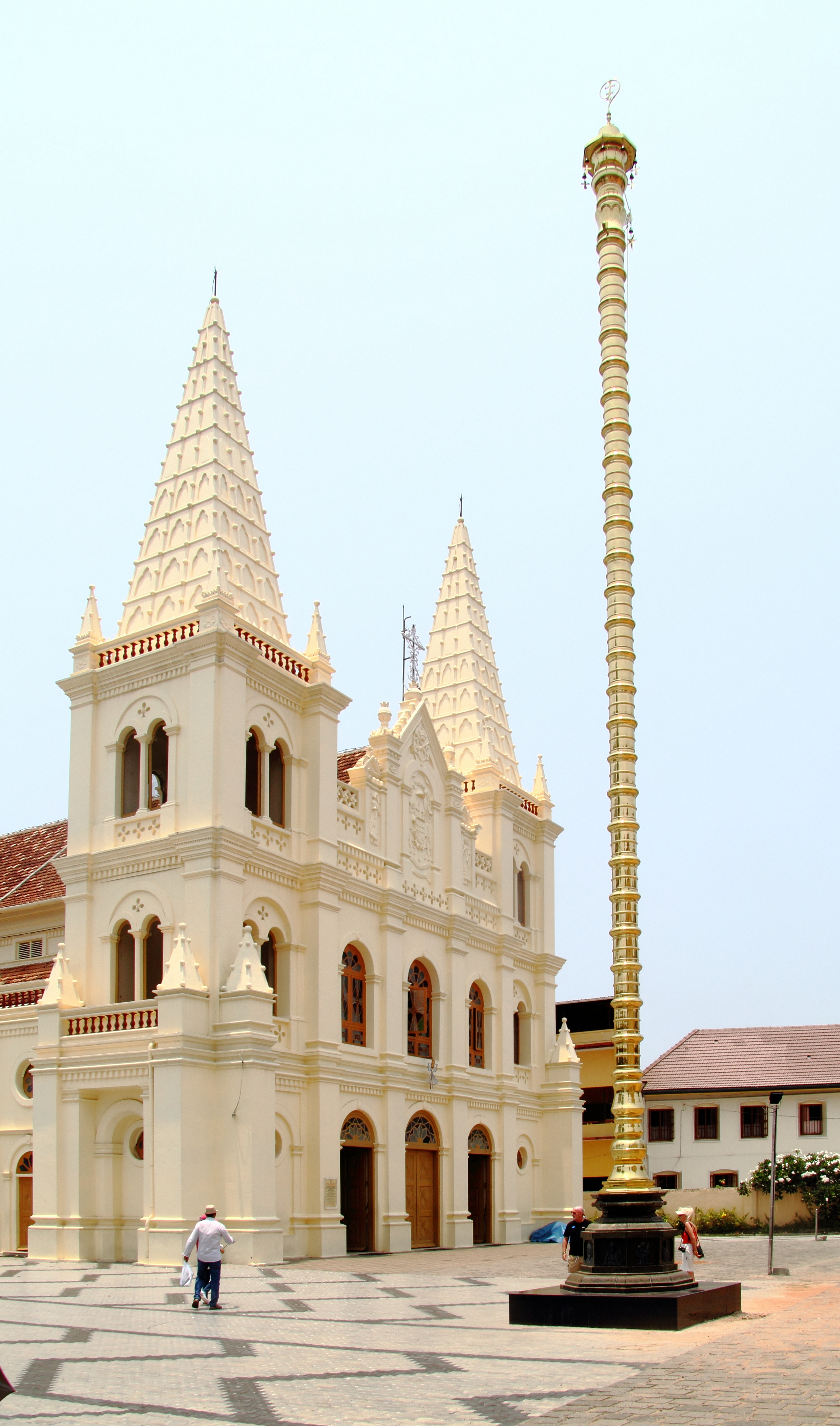
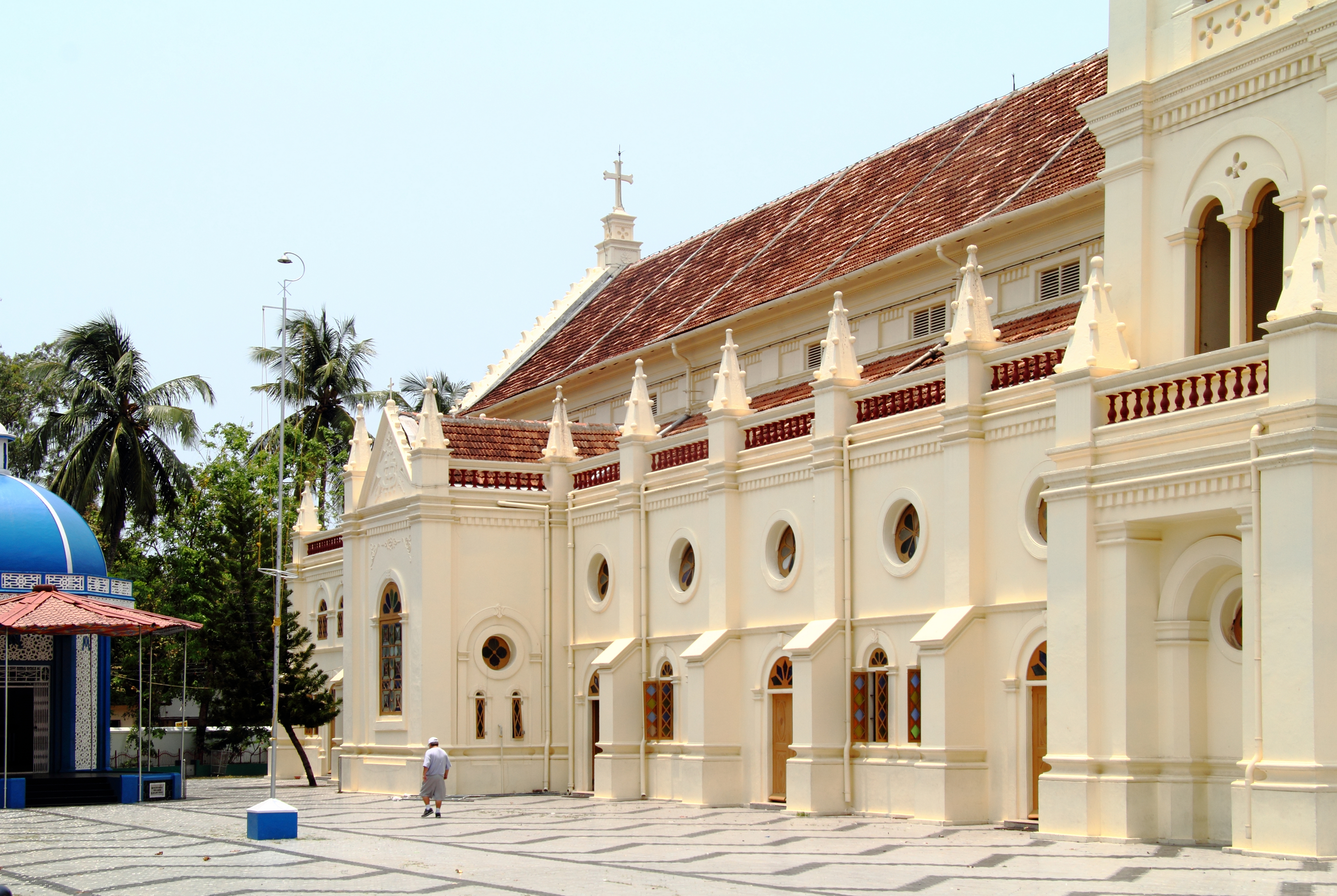

## Bauwerk
Die Kirche hat zwei hohe Fassadentürme und ein bemerkenswert helles, weiß getünchtes Äußeres und eine pastellfarbene Ausstattung. Die Innenräume der Kirche sind größtenteils neugotisch mit indischem Einfluss, so der Hauptaltar des berühmten italienischen Malers Antonio Moscheni, SJ, und seines Schülers De Gama aus Mangalore. Weiter gehören dazu die mit Fresken und Wandgemälden geschmückten Säulen, die sieben großen Leinwandbilder über die Passion und den Tod am Kreuz, vor allem die Nachahmung Des Abendmahls von Leonardo da Vinci. Die Gemälde an der Decke zeigen Szenen des Kreuzweges.

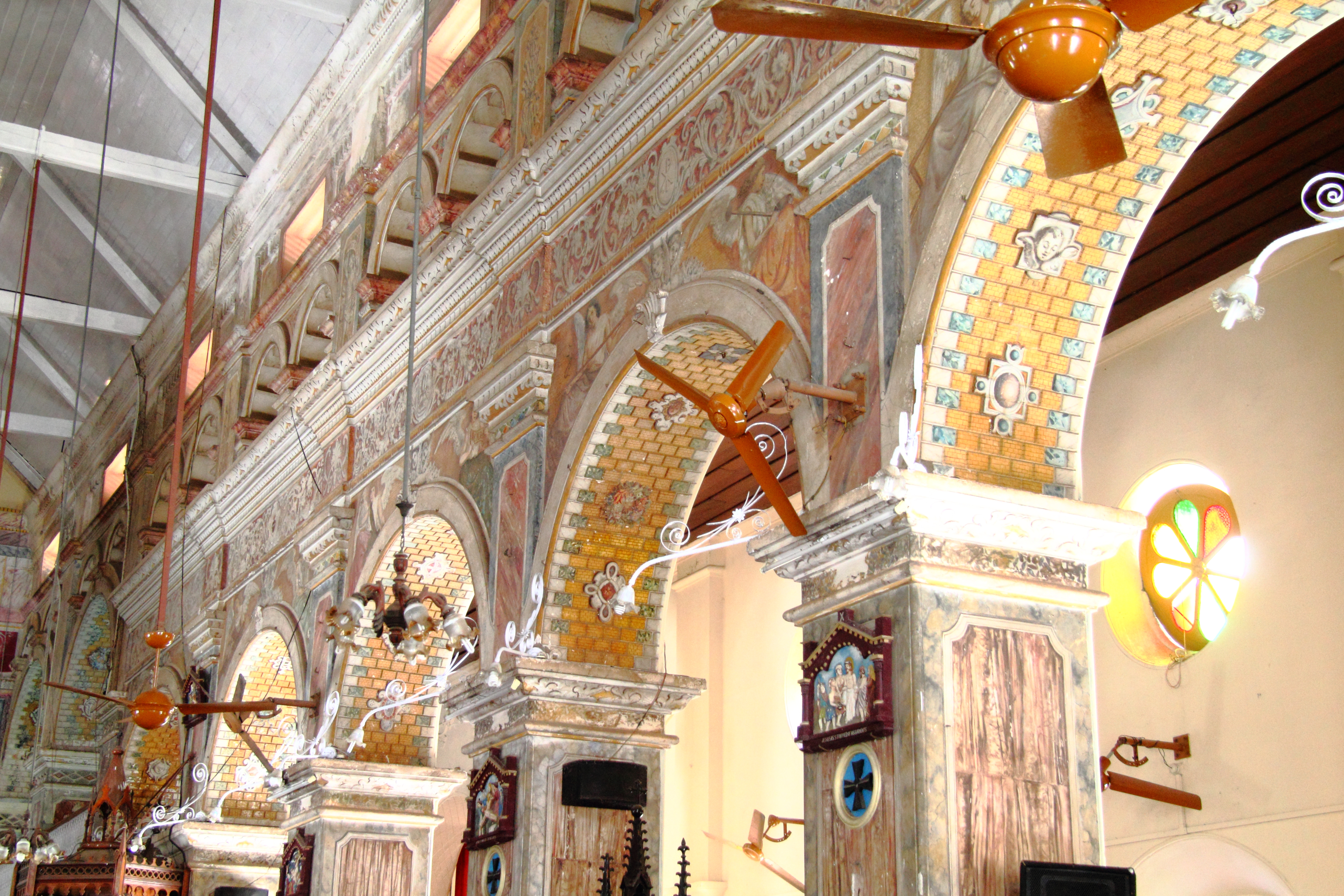
Innenansichten und Ausstattung des modernen Gebäudes 2018
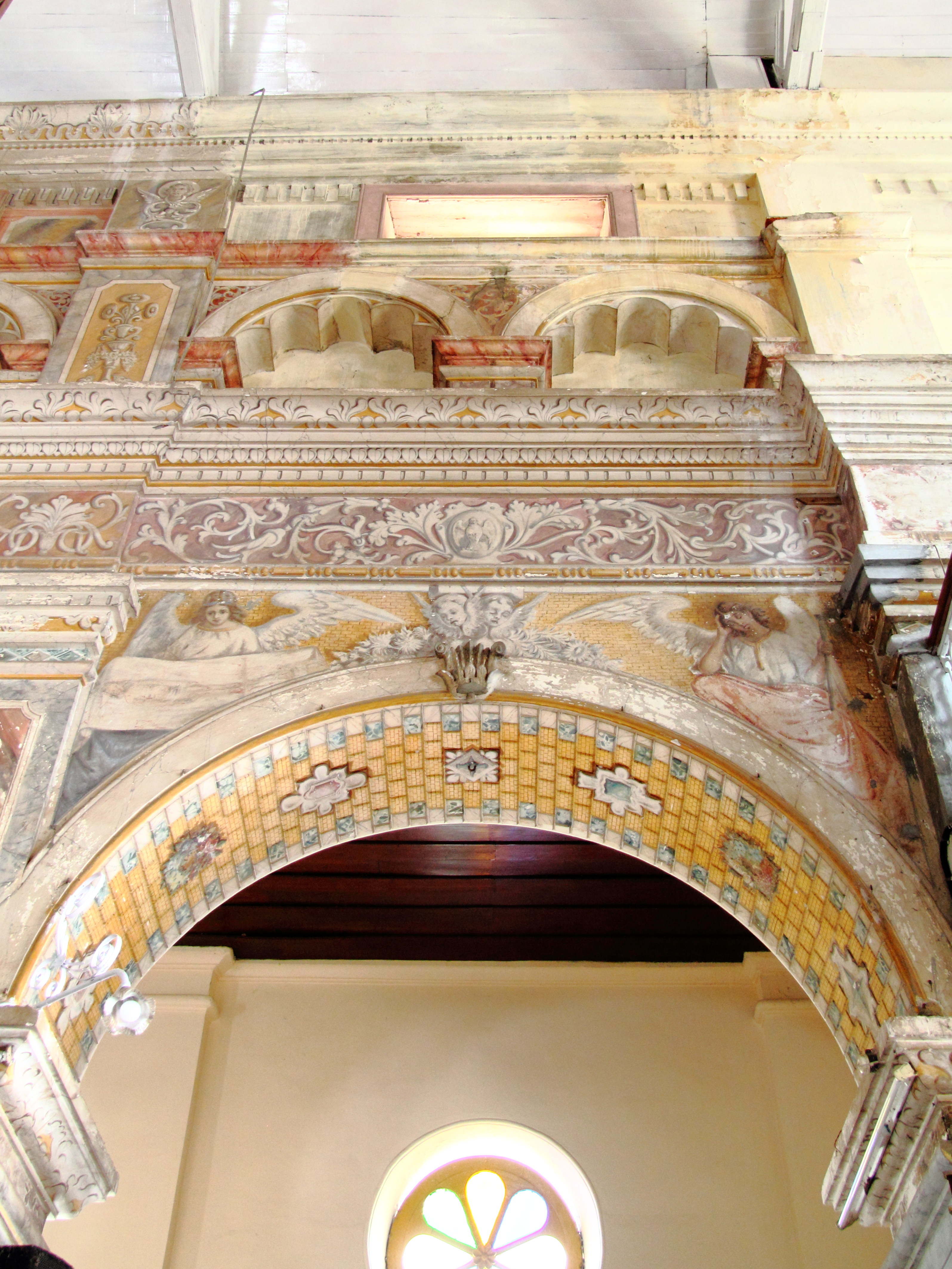
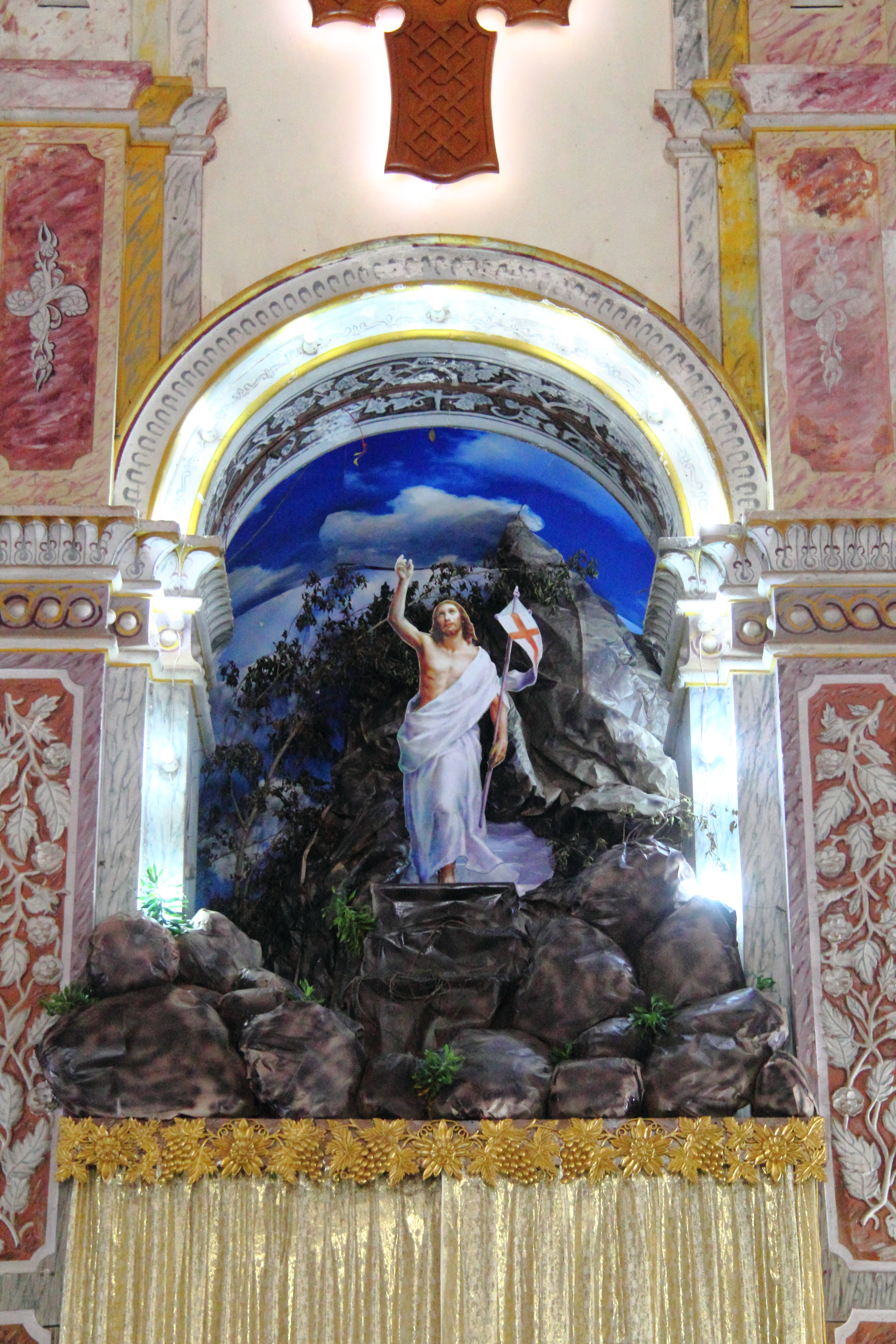
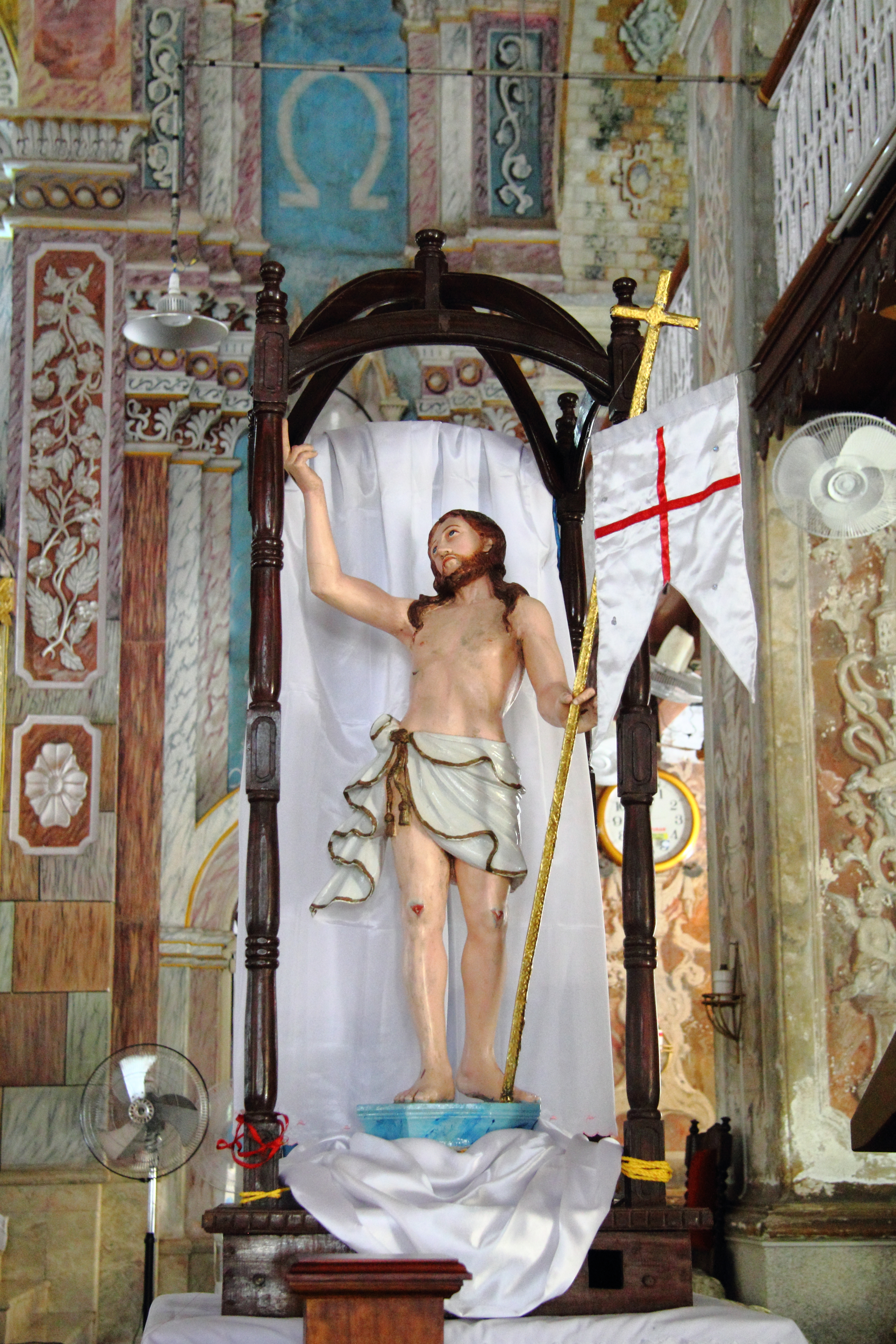

### Marienkapelle
Separat neben der Kathedrale steht eine hauptsächlich in blau und weiß gehaltene Marienkapelle.

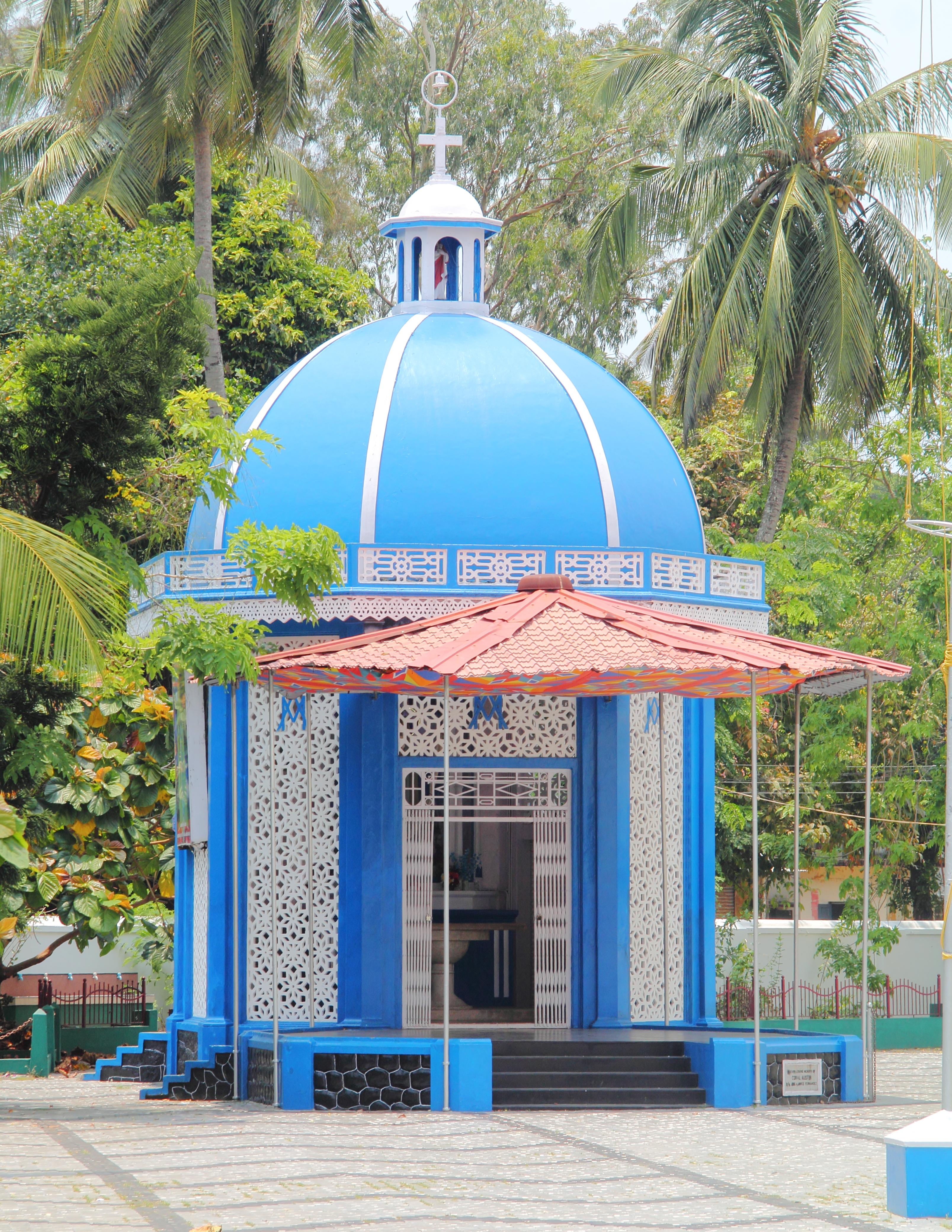
Gesamtansicht der Marienkapelle
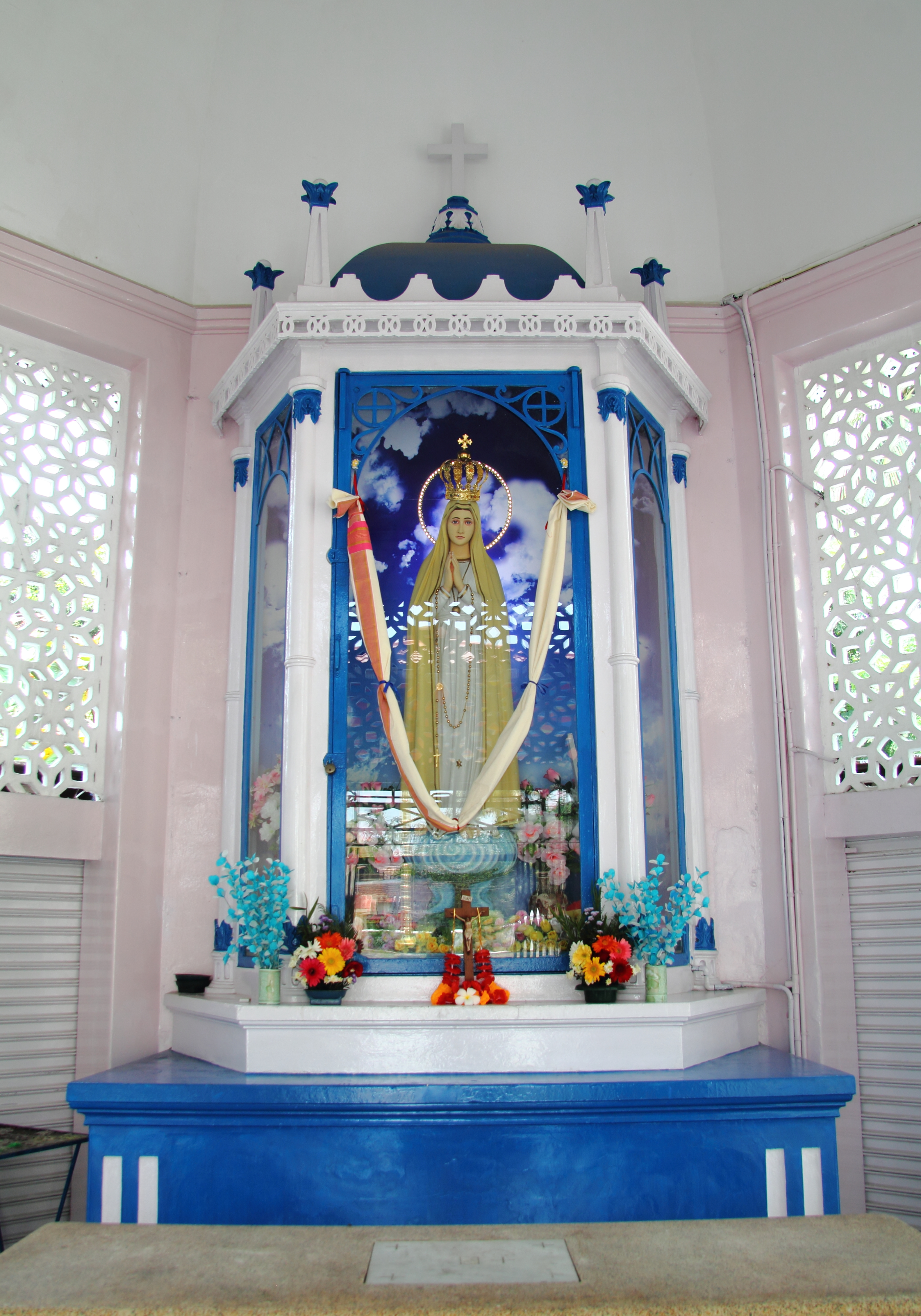
Das Heiligenbild
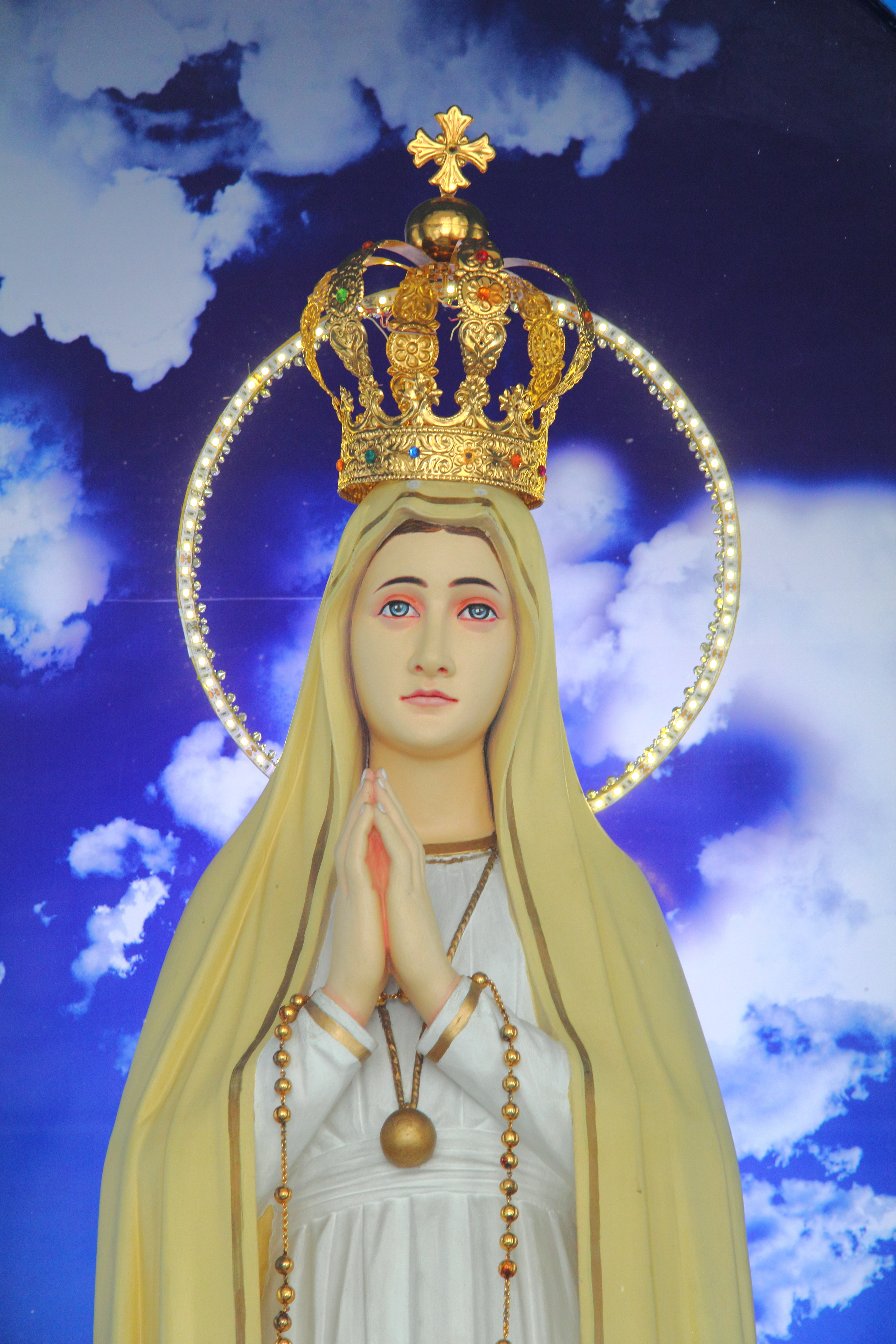
Detail des Heiligenbildes